# Nomis albopedalis
Nomis albopedalis är en fjärilsart som beskrevs av Victor Ivanovitsch Motschulsky 1861. Nomis albopedalis ingår i släktet Nomis och familjen Crambidae. Inga underarter finns listade i Catalogue of Life.